# Primož Ramovš
Primož Ramovš (* 20. März 1921 in Ljubljana; † 10. Januar 1999 ebenda) war ein slowenischer Komponist, Musikwissenschaftler und Bibliothekar.

## Leben
Als Sohn eines Sprachwissenschaftlers und einer Mittelschullehrerin aufgewachsen, studierte Primož Ramovš 1935–1941 an der Musikakademie Ljubljana Klavier sowie Komposition bei Slavko Osterc. Anschließend setzte er seine Ausbildung 1941 in Siena bei Vito Frazzi und 1941–1943 in Rom bei Goffredo Petrassi und Alfredo Casella fort. Seit 1945 arbeitete er an der Bibliothek der Slowenischen Akademie der Wissenschaften und Künste (SAZU), 1952–1987 als deren Leiter. Parallel dazu unterrichtete er 1948–1964 an der Laibacher Akademie. 1977 wurde er assoziiertes Mitglied, 1983 ordentliches Mitglied und 1996 Mitglied des Präsidiums der SAZU. 1994 wurde er Mitglied der Europäischen Akademie der Wissenschaften und Künste in Salzburg.
Von der romantischen Tradition und dem Neoklassizismus ausgehend, vollzog Primož Ramovš in seinem Schaffen bald verschiedene Tendenzen der internationalen Avantgarde nach, indem er sich mit Dodekaphonie, Serialismus, Aleatorik und anderen damals modernen Techniken befasste. Wichtige Einflüsse dafür erhielt er u. a. vom Besuch des Festivals Warschauer Herbst 1960.

„Inspiration wird manchmal durch ein äußeres Ereignis ausgelöst, aber meistens finde ich sie in der abstrakten und imaginären Welt der Musik selbst. Musik muss ein Spiegel der Zeit sein, in der wir leben. Da wir Kinder von heute sind, von einer Ära der Raumfahrt, können wir nicht in der Sprache der Postkutschenzeit komponieren (egal wie sehr uns das auch gefallen würde). Daher sehe ich alles Experimentieren als positiv an, und sei es so extrem, wie man es sich nur vorstellen kann. Wenn die Resultate negativ sind, verschwinden sie von selbst. Wenn sie positiv sind, repräsentieren sie einen neuen Schritt in der Entwicklung der Musik. Dieser Entwicklungsprozess darf niemals aufhören, er muss immer mit der Zeit gehen und uns helfen, unsere Kultur zu gestalten.“

## Preise und Auszeichnungen (Auswahl)
- 1983: Prešeren-Preis für das Lebenswerk
- 1988: Ehrenmitglied der Slowenischen Philharmonie[2]
- 1995: Kozina-Preis des Slowenischen Komponistenverbandes für das Lebenswerk

## Werke (Auswahl)
Primož Ramovš schrieb mehr als 550 Werke verschiedener, vor allem instrumentaler Gattungen. Seine Stücke wurden in Slowenien, Deutschland und Italien verlegt. Ein systematisches Verzeichnis erschien 2003 in Ljubljana.

### Orchester
- Sinfonie Nr. 1 (1940)
- Sinfonie Nr. 2 (1943)
- Sinfonie Nr. 3 (1948)
- Sinfonietta (1951)
- Musiques funèbres (1955)
- Intrada (1962)
- Sinfonie Nr. 4 „Simfonija 68“ (1968)[3]
- Polyptychon (1978)
- Organophonie (1982)
- Bekenntnis (1986)
- Freier Dialog (1987)
- Per aspera ad astra (1991)[4]
- Sinfonie Nr. 6 „Simfonija Pietà“ (1995)

### Streichorchester
- Divertimento (1944)[5]
- Kolovrat (1986)

### Soloinstrument(e) und Orchester
- Konzert für Violine, Viola und Orchester (1961)
- Kontraste für Flöte und Orchester (1966)
- Sinfonie Nr. 5 für Klavier und Orchester (1970)
- Concerto profano für Orgel und Orchester (1984)
- Konzert für Trompete und Orchester (1985)

### Ensemble
- Transformationen für zwei Violen und zehn Streichinstrumente (1963)
- Appell für Horn und Ensemble (1964)
- Synthesen für Horn und Ensemble (1971)

### Duos und Kammermusik
- Bläserquintett Nr. 1 (1937)
- Skizzen für Viola und Klavier (1958)
- Aphorismen für Viola und Klavier (1964)
- Triptychon für Streichquartett (1969)
- Viribus unitis für Violine, Gitarre und Akkordeon (1983)
- Erfüllter Wunsch für zwei Akkordeons (1997)

### Instrument solo
- Sarkasmen für Klavier (1951)
- Pentektasis für Klavier (1963)
- Drei Nocturnes für Kontrabass (1972)[6]
- Improvisationen für Harfe (1973)
- Für Akkordeon für Akkordeon (1983)
- A. D. 1986 für Orgel (1986)

## CD-Diskographie (Auswahl)
- Organophonie, Concerto doppio, Trompetenkonzert, Per aspera ad astra – Klemen Ramovš (Blockflöte), Aleš Kacjan (Flöte), Stanko Arnold (Trompete), Slowenische Philharmonie, Dirigenten: Uroš Lajovic, Christian Kluttig, Nikolaj Aleksejev (Ars SlovenicA, o. J.)
- Appell – Jože Falout (Horn), Ensemble Slavko Osterc, Dirigent: Ivo Petrić (Ars SlovenicA, o. J.)
- Choral und Toccata – Slowenische Philharmonie, Dirigent: Marko Letonja (ZKP RTVS, 1991)
- Sinfonietta – Slowenische Philharmonie, Dirigent: Milan Horvat (Slovenska Filharmonija, 1995)
- Musiques funèbres, Sinfonie Nr. 4 „Simfonija 68“, Sinfonie Nr. 6 „Simfonija Pietà“ – Sinfonieorchester des Slowenischen Rundfunks, Dirigent: Marko Munih (ZKP RTVS, 2003)